# Necrophila renatae
Necrophila renatae es una especie de escarabajo carroñero del género Necrophila, categorizada en la tribu Silphini, de la subfamilia Silphinae. Fue descrita por Portevin en 1920.

## Distribución
Se distribuye por Asia: Indonesia (Célebes).